# Cromatografia su strato sottile ad alta prestazione
La cromatografia su strato sottile ad alta prestazione o HPTLC, acronimo dell'inglese High Performance Thin Layer Chromatography, è una tecnica cromatografica che costituisce un perfezionamento ad alta prestazione della cromatografia su strato sottile classica.
La fase stazionaria è generalmente costituita da particelle di silice con granulometria di 5 - 6 µm, contro i 10 - 12 µm di quelle utilizzate nella TLC classica. Non solo la granulometria delle particelle è ridotta ma anche la geometria delle stesse è ottimizzata. Questo comporta un aumento della selettività e della efficienza nella separazione cromatografica. 